# NGC 640
NGC 640 è una galassia a spirale situata nella costellazione della Balena, a una distanza di circa 347 milioni di anni luce dalla nostra Via Lattea.

## Scoperta
NGC 640 è stata scoperta nel 1886 dall'astronomo statunitense Francis Leavenworth.

## Descrizione
NGC 640 è una galassia attiva del tipo Seyfert 2 (Sy2).